# Вергани, Андреа
Андреа Вергани (итал. Andrea Vergani, 15 июня 1997) — итальянский пловец. Бронзовый призёр чемпионата Европы на дистанции 50 метров вольным стилем.

## Карьера
Первым крупным соревнованием для Андреа стал чемпионат Европы по плаванию на короткой воде 2017 года, который проходил в Копенгагене. Принимая участие на дистанциях 50 метров вольным стилем, баттерфляем, а также в эстафетах, Вергани в личных соревнованиях призовых мест не занял, а вот в эстафетах сначала в составе мужской 4×50 вольным стилем Италия стала второй, а затем в смешанной эстафете 4×50 вместе с командой завоевал бронзу.
В августе 2018 года в Глазго он стал бронзовым призёром чемпионата Европы на 50-метровой дистанции вольным стилем с результатом 21.68. Здесь же, на этом чемпионате, принимал участие в заплывах на дистанции 50 метров баттерфляем, в финале занял восьмое место с результатом 23.49.

## Достижения
- Чемпионат Европы по водным видам спорта:

- Глазго 2018: бронза  50 м вольным стилем.